# تنه‌پشمی داروین

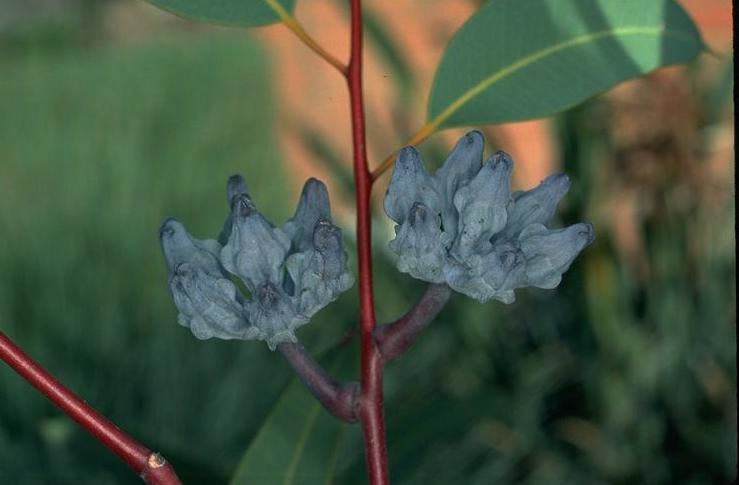
غنچه‌ها

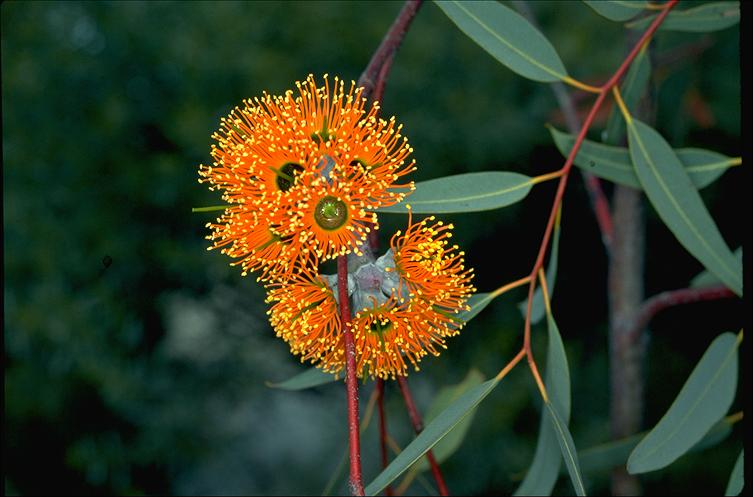
گل‌ها

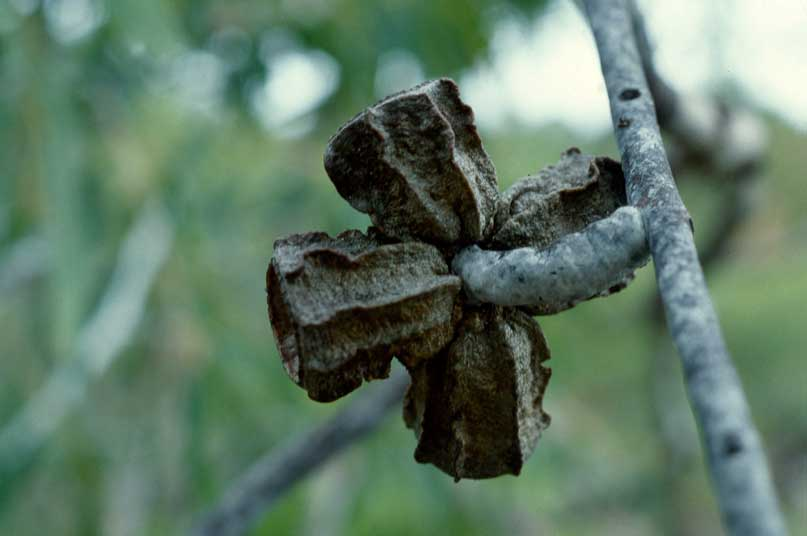
میوه

تَنه‌پشمی داروین (انگلیسی: Eucalyptus miniata) (به انگلیسی: Darwin woollybutt یا woolewoorrng), گونه‌ای از درختان با اندازه متوسط تا بلند است که بومی شمال استرالیا است. این درخت دارای پوست زبر، فیبری و قهوه‌ای روی تنه و پوست صاف خاکستری در بالا است. برگ‌های بالغ نیزه‌ای شکل هستند، غنچه‌های گل دارای شیار بوده و در گروه‌های هفت‌تایی قرار گرفته‌اند، گل‌ها نارنجی یا قرمز روشن هستند و میوه آن استوانه‌ای تا بشکه‌ای یا کوزه‌ای شکل است و دارای شیارهایی در امتداد کناره‌ها است.

## توصیف
تنه‌پشمی داروین درختی است که معمولاً تا ارتفاع ۱۵ تا ۲۵ متر و گاهی تا ۳۰ متر رشد می‌کند، معمولاً با یک تنه واحد، و یک غده چوبی تشکیل می‌دهد. پوست آن نرم، زبر، رشته‌ای و شکاف‌دار است و روی تنه به رنگ خاکستری تا قرمز-زرد-قهوه‌ای با پوست صاف سفید تا خاکستری کم‌رنگ در قسمت بالایی تنه و شاخه‌ها است. گیاهان جوان و کف‌برهای رشد مجدد دارای برگ‌های قهوه‌ای مایل به سبز هستند که به شکل بیضی، ۳۰ تا ۶۰ میلی‌متر طول و ۲۰ تا ۳۰ میلی‌متر عرض دارند. برگ‌های بالغ کدر تا کمی براق به رنگ سبز هستند، در سطح زیرین کمرنگ‌تر، به شکل نیزه‌ای تا خمیده، ۷۵ تا ۱۵۰ میلی‌متر طول و ۲۵ تا ۵۰ میلی‌متر عرض دارند و به سمت یک دمبرگ ۱۲ تا ۲۷ میلی‌متری باریک می‌شوند.
جوانه‌های گل در گروه‌های هفت‌تایی روی یک دمگل بدون شاخه ۱۰ تا ۳۵ میلی‌متری چیده شده‌اند، جوانه‌های منفرد بدون ساقه یا روی پایه‌هایی تا ۷ میلی‌متر طول دارند. جوانه‌های بالغ چماقی شکل، به ندرت دوکی شکل، گلوکوز، ۱۰ تا ۲۳ میلی‌متر طول و ۹ تا ۱۲ میلی‌متر عرض با دنده‌هایی در امتداد کناره‌ها و یک کلاهک گرد تا مخروطی هستند. گلدهی از ماه می تا سپتامبر رخ می‌دهد و گل‌ها به رنگ نارنجی یا قرمز روشن و قطر آن‌ها تا ۳۵ میلی‌متر است. میوه‌ها کپسول‌های چوبی، استوانه‌ای تا بشکه‌ای یا کوزه‌ای شکل به طول ۳۳ تا ۶۰ میلی‌متر و عرض ۲۰ تا ۴۰ میلی‌متر هستند و دارای شیارهای طولی با دریچه‌های محصور در زیر سطح لبه هستند. میوه‌ها در ابتدا پوشیده از یک لایه مومی هستند اما به مرور زمان این پوشش را از دست می‌دهند و حاوی دانه‌هایی هستند که به رنگ خاکستری تیره تا سیاه، ۵ تا ۷ میلی‌متر طول و به شکل هرمی مورب تا مکعبی مسطح هستند.

## رده‌بندی و نام‌گذاری
این گونه ابتدا به‌طور رسمی توسط گیاه‌شناس یوهانس کنراد شاور در سال ۱۸۴۳ در اثر ویلهلم گرهارد والپرس «Repertorium Botanices Systematicae» از یک توصیف منتشرنشده توسط آلن کانینگها توصیف شد. نام گونه «miniata» در زبان لاتین به معنای «قرمز آتشین» است که به رنگ رشته‌های گل اشاره دارد. مردم میریوونگ در کیمبرلی این درخت را «woolewoorrng» می‌نامند.

## پراکندگی و زیستگاه
تنه‌پشمی داروین معمولاً در جنگل‌های باز، جوامع ساوانا و روی صخره‌های ماسه‌سنگی یافت می‌شود و در خاک‌های شنی رشد می‌کند. این گیاه به‌طور گسترده از منطقه کیمبرلی  در استرالیای غربی و از طریق بخش‌های شمالی قلمرو شمالی تا منطقه برکتاون در شمال غربی کوئینزلند پراکنده شده است. این گیاه در ساحل آرنهم، فلات آرنهم، کیمبرلی مرکزی، حوضه دیلی، ساحل ساحلی داروین، بلندهای آینسلی، ساحل خلیج فارس، [گلف فال و ارتفاعات]]، دشت‌های خلیج، کیمبرلی شمالی، دشت آورد ویکتوریا، پاین کریک، تیوی کوبورگ، و ویکتوریا بناپارت یافت می‌شود.

## بوم‌شناسی
طوطی‌کاکلی سیاه دم‌سرخ‌هایی که در شمال استرالیا زندگی می‌کنند، ترجیح می‌دهند از درخت تنه‌پشمی داروین تغذیه کنند.

## وضعیت حفاظت
_Eucalyptus miniata_ در استرالیای غربی توسط دولت استرالیای غربی به عنوان «غیر تهدید شده» طبقه‌بندی شده است.

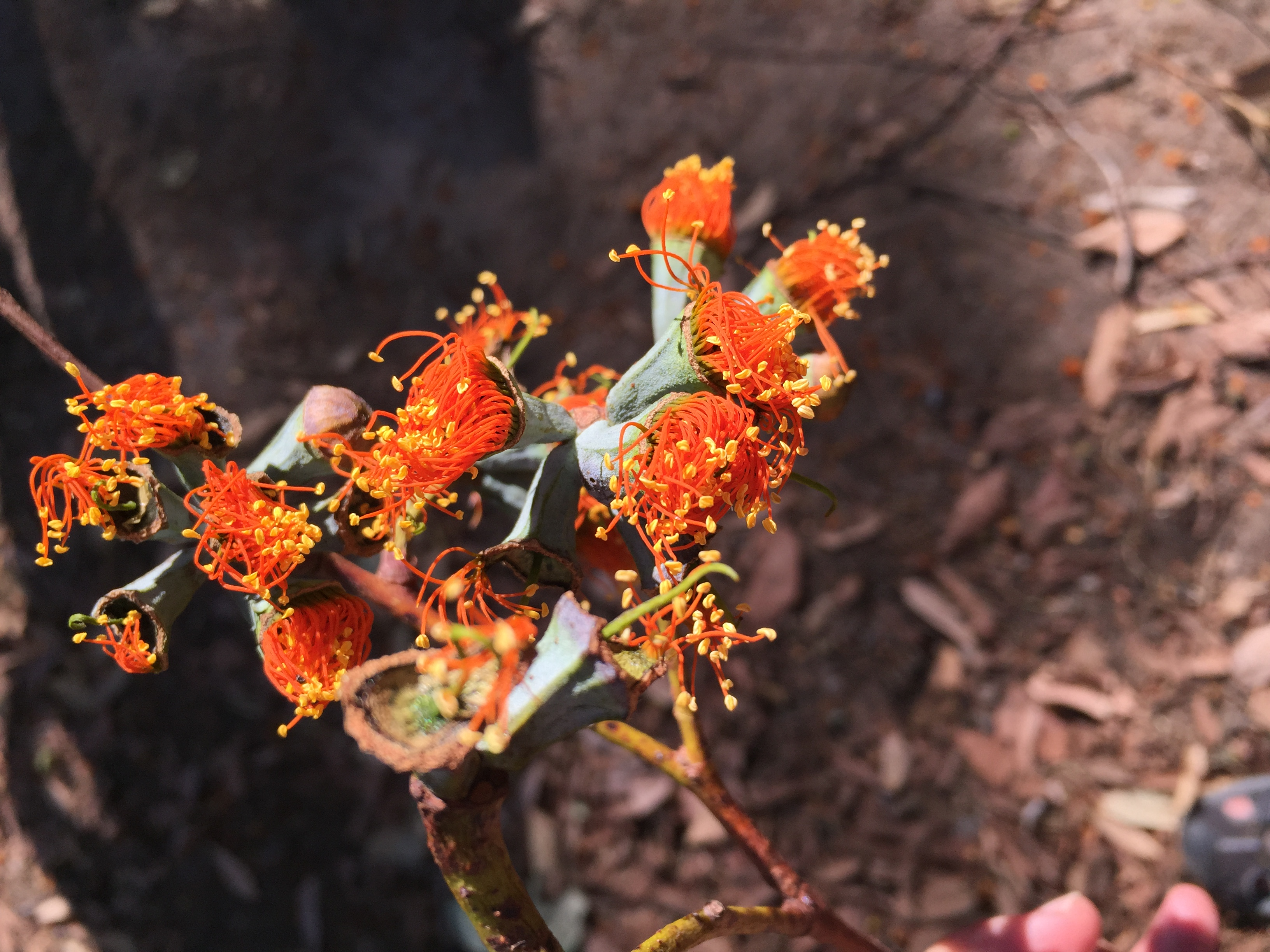
گل‌های روی درختی نزدیک هامپتی دو
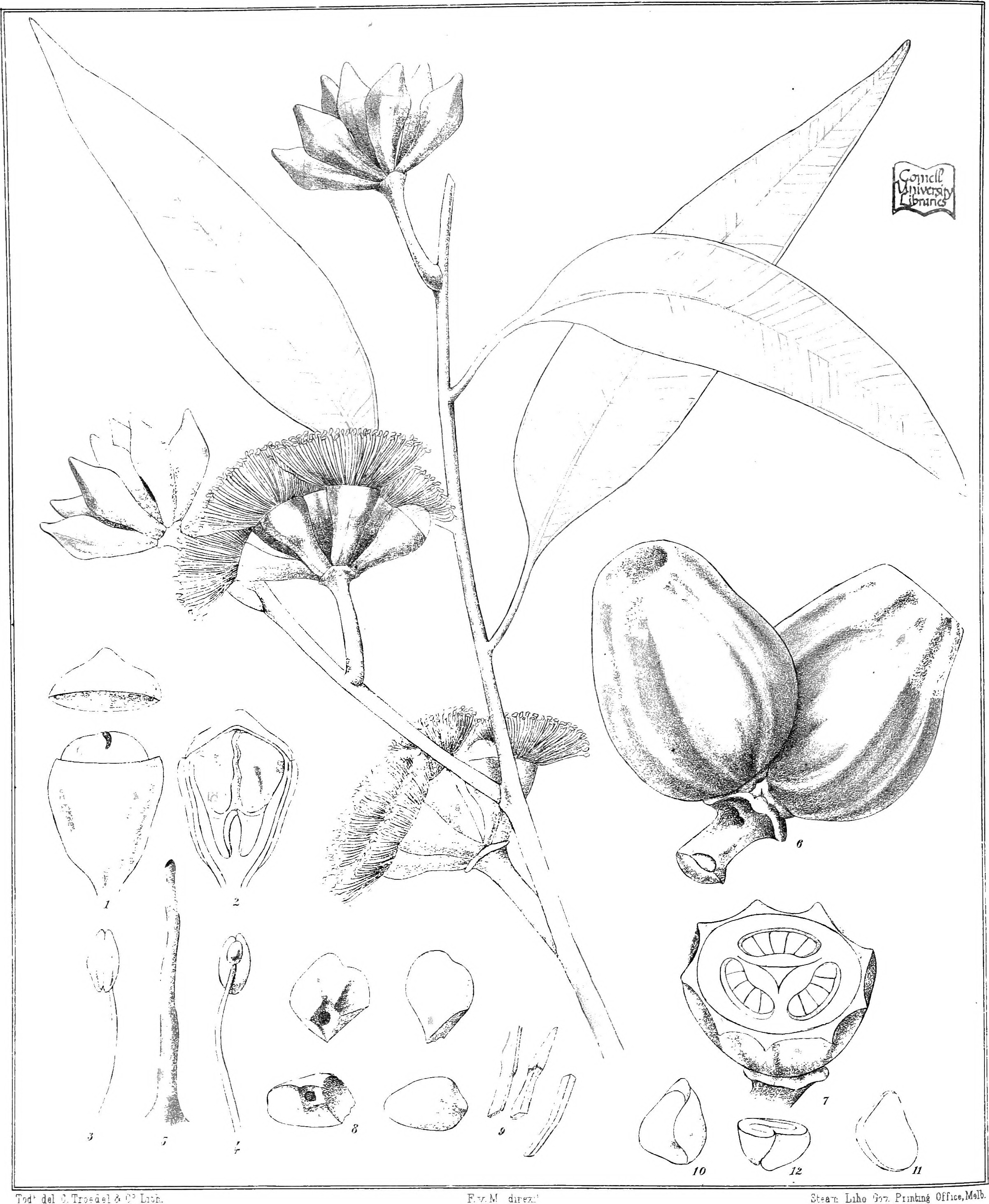
تصویر از اکالیپتوگرافی